# Suzi Frankl Sperber
Suzi Frankl Sperber  (1939) é uma professora e pesquisadora brasileira conhecida por seus trabalhos sobre literatura brasileira, especialmente a obra de Guimarães Rosa. É professora livre-docente da Universidade Estadual de Campinas.

## Obras selecionadas
- Caos e cosmos: leituras de Guimarães Rosa (1976)
- Guimarães Rosa: signo e sentimento (1982)
- Ficção e razão: uma retomada das formas simples (2009)